# Hexatoma (Eriocera) cincta fuscithorax
Hexatoma (Eriocera) cincta fuscithorax is een ondersoort van de tweevleugelige Hexatoma (Eriocera) cincta uit de familie steltmuggen (Limoniidae). De ondersoort komt voor in het Oriëntaals gebied.